# كريس بيترسن
كريس بيترسن (بالإنجليزية: Chris Petersen)‏ هو لاعب كرة قدم أمريكية أمريكي، ولد في 13 أكتوبر 1964 في يوبا سيتي في الولايات المتحدة.

## وصلات خارجية
- كريس بيترسن على موقع إن إن دي بي (الإنجليزية)